# Changtu
Der Kreis Changtu (chinesisch 昌图县, Pinyin Chāngtú Xiàn) ist ein Kreis in der chinesischen Provinz Liaoning. Er gehört zum Verwaltungsgebiet der bezirksfreien Stadt Tieling. Der Kreis hat eine Fläche von 4.326 Quadratkilometern und zählt 711.818 Einwohner (Stand: Zensus 2020). Sein Hauptort ist die Großgemeinde Changtu (昌图镇).
Auf seinem Gebiet vereinen sich die Flüsse Xiliao He und Dongliao He zum Liao He.

## Administrative Gliederung
Auf Gemeindeebene setzt sich der Kreis aus dreiundzwanzig Großgemeinden und elf Gemeinden zusammen. 